# Dresslerella
Dresslerella es un género de orquídeas, de la tribu Epidendreae perteneciente a la familia (Orchidaceae). Tiene asignadas unas trece especies.

## Descripción
Según Carlyle A. Luer este género se caracteriza por sus hojas y flores peludas, incluso la inflorescencia tiene pelos. Las hojas gruesas y pesadas, a menudo, crecen postradas o formando una roseta. La inflorescencia emerge desde el ápice. Las flores, solitarias, son carnosas con el ovario y sépalos pubescentes. La columna es alargada y denticulada, la antera ventral contiene un par de polinias flanqueados por otro pequeño par, teniendo en total cuatro polinias.

## Distribución y hábitat
Es nativo de las montañas tropicales de Centroamérica y Sudamérica, encontrándose  en las selvas húmedas nubosas de 800 a 2500 m s. n. m. con temperaturas calientes y frías.

## Taxonomía
El género fue descrito por Carlyle A. Luer y publicado en Selbyana 3(1): 1. 1976. La especie tipo es: Pleurothallis pertusa Dressler. = Dresslerella pertusa
Etimología
Dresslerella: nombre genérico que fue nombrado en honor del botánico americano Robert Louis Dressler. 

## Especies
- Dresslerella archilae Luer & Béhar  (1995)
- Dresslerella caesariata Luer (1978)
- Dresslerella cloesii Luer (2005)
- Dresslerella elvallensis Luer (1976)
- Dresslerella hirsutissima (C. Schweinf.) Luer (1978)
- Dresslerella hispida (L.O. Williams) Luer (1976)
- Dresslerella lasiocampa Luer & Hirtz (2005)
- Dresslerella pertusa (Dressler) Luer (1976)
- Dresslerella pilosissima (Schltr.) Luer (1978)
- Dresslerella portillae Luer & Hirtz (2002)
- Dresslerella powellii (Ames) Luer (1976)
- Dresslerella sijmiana Luer (2002)
- Dresslerella stellaris Luer & R. Escobar (1978)